# Dominique Pouyaud
Dominique Pouyaud est une professeure française spécialisée en droit public.

## Biographie
Docteur en droit, diplômée de l’Institut d'études politiques de Paris, elle est titulaire d'une maîtrise de sociologie ainsi que d'une licence d'histoire.
Professeur à l'Université de Rouen puis, depuis 2000, à l'Université Paris Descartes, elle enseigne le droit administratif et le contentieux administratif.
Elle est en outre est directrice du Master 2 de Droit public général et directrice des études de licence de l'unité de formation et de recherche de droit.
Elle est également secrétaire générale de la Revue française de droit administratif (RFDA), et membre de l'Association française pour la recherche en droit administratif.
Le 2 février 2016, elle est nommée au Conseil supérieur de la magistrature par Gérard Larcher en remplacement de Jacqueline de Guillenchmidt.

## Principaux ouvrages
- Le droit administratif, Presses universitaires de France, coll. « Que sais-je ? », 2010, 127 p. (ISBN 978-2-13-058460-5 et 2-13-058460-8)
- La responsabilité administrative, La Documentation française, coll. « Documents d'études - Droit administratif », 2011, 80 p. (ISBN 978-2-11-008841-3 et 2-11-008841-9)
- La Nullité des contrats administratifs, Paris, Librairie générale de droit et de jurisprudence, coll. « Bibliothèque de droit public », 1998, 598 p. (ISBN 2-275-00707-5)

## Distinction
- Chevalier de la Légion d’honneur[6].